# Yamaha Excel
Yamaha Excel is een merk sneeuwscooter, dat vooral bekend is in Scandinavië.
Verschillende modellen bestaan: Yamaha Excel 2, 3, 4 en V. De Yamaha Excel V heeft een 540 cc luchtgekoelde tweecilindermotor. De Yamaha Excel wordt gemaakt sinds 1979 en is geschikt voor lange ritten en toertochten.